# Grzebień oczny
Grzebień oczny – specyficzna dla ptaków struktura znajdująca się wewnątrz oczu, zbudowana z komórek glejowych oraz naczyń krwionośnych. Jej głównym zadaniem jest dostarczanie tlenu do ciała szklistego.